# Martin Griffiths

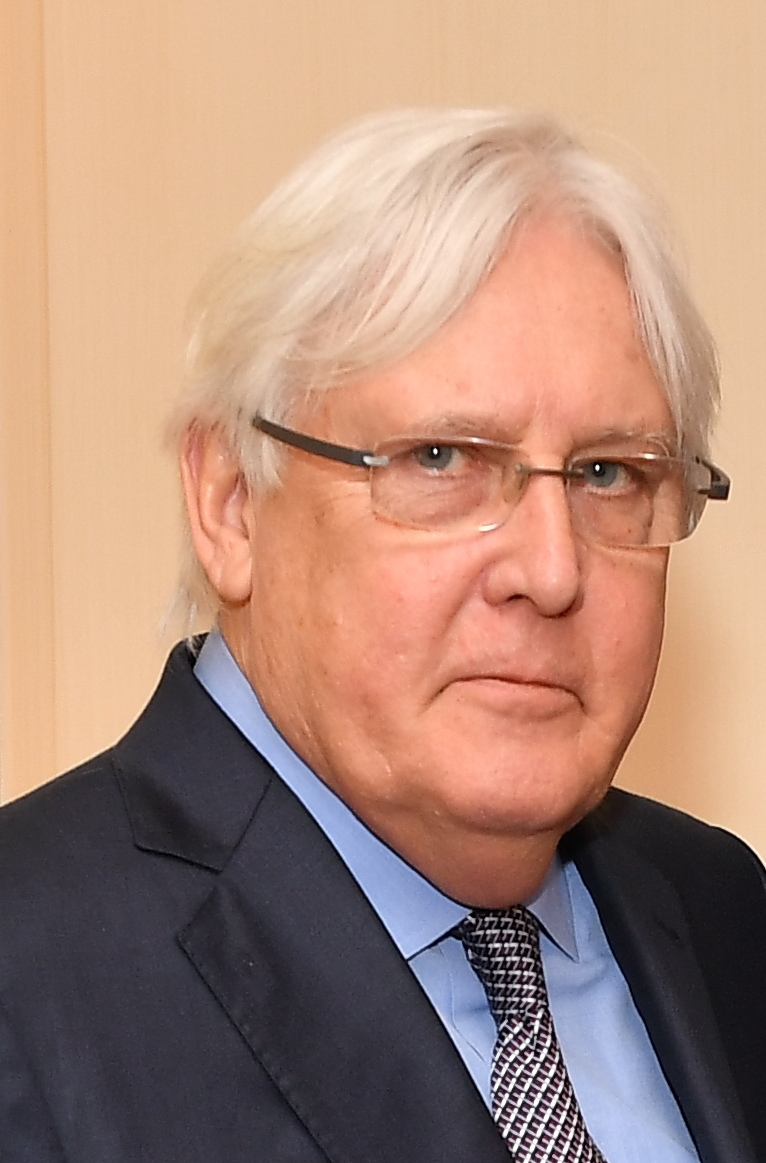
Martin Griffiths (2018)

Martin Griffiths (* 3. Juli 1951) ist ein britischer Berufsdiplomat, der in vielen Funktionen für die Vereinten Nationen tätig ist. Seit 2021 ist er Unter-Generalsekretär für humanitäre Angelegenheiten, Leiter des OCHA und UN-Nothilfekoordinator.
Am 1. Mai 2023 wurde er wegen der Kämpfe im Sudan 2023 als UN-Nothilfekoordinator für den Sudan eingesetzt.
Er studierte Philosophie, Religion, Orientalistik, Afrikastudien sowie Rechtswissenschaft. Er schloss Studien als Bachelor der School of African and Asian Studies der University of Sussex und als Master der SOAS University of London ab. Er ist als Rechtsanwalt im Lincoln’s Inn (UK), der Oregon State Bar, sowie der Federal Bar (USA) zugelassen.

## Werdegang
Von 1974 bis 1975 arbeitete Griffith ehrenamtlich bei der UNICEF in Vietnam und Laos. Danach war er bis 1978 Rechtsanwalt in Portland, Oregon. Von 1978 bis 1981 war er beim UNICEF-Auslandsprogramm in Sri Lanka beschäftigt und von 1979 bis 1980, nach dem Genozid in Kambodscha, an der Thailändisch-kambodschanische Grenze. Von 1981 bis 1983, zu Beginn der Sowjetischen Intervention in Afghanistan, war er als UNICEF Programmeofficer in Peschawar (Pakistan) beschäftigt. Zwischen 1985 und 1987 war er Pressesprecher an der britischen Botschaft in Pretoria und von 1989 bis 1991 leitete er die Überseeplanung des Save the Children. Von 1991 bis 1994 war er Geschäftsführer von ActionAid.
Ab 1994 wurde Griffiths erneut bei den Vereinten Nationen als Direktor für UN humanitarian affairs in Genf beschäftigt. Später waren seine Dienstorte: New York City, der Region der Großen Seen und schließlich auf dem Balkan, wo er die United Nations Interim Administration Mission in Kosovo mitbegründete. Vom 23. Dezember 1996 bis 14. März 1997 war er Regional Humanitarian Coordinator for the Great Lakes Region und wurde Direktor für Humanitäre Angelegenheiten beim Büro der Vereinten Nationen in Genf.
Von 1998 bis 1999 war er Stellvertreter des UN-Nothilfekoordinator, Sérgio Vieira de Mello beim UNO-Hauptquartier in New York City.
Von 1999 bis 2010 war er Gründungsdirektor des Zentrum für humanitären Dialog in Genf. Unter Griffiths Leitung beschritt das Zentrum für humanitären Dialog neue Wege in der letztendlich erfolgreichen Friedensvermittlung zwischen der indonesischen Regierung und der Rebellenorganisation Bewegung Freies Aceh (GAM). Wie manche Regierung im bewaffneten Konflikt mit Aufständischen lehnten es die Indonesier zunächst ab, Außenstehenden zu gestatten, sich in ihrer Meinung nach innerstaatliche Belange einzumischen, und wollten auch nicht, dass Rebellen durch hochkarätige Vermittlung internationale Anerkennung erhalten.
Von 2012 bis 2014 war er Berater des Sondergesandten der Vereinten Nationen und der Arabischen Liga für Syrien Lakhdar Brahimi. Von 2016 bis September 2018 war Griffiths der erste Exekutivdirektor des European Institute of Peace.
Am 16. Februar 2018 wurde er von António Guterres zum UN-Sondergesandten (United Nations Special Envoy) für den Krieg im Jemen ernannt. Nachfolger wurde 2021 der Schwede Hans Grundberg.
Seit Mai 2021 ist Griffiths als Nachfolger von Mark Andrew Lowcock Unter-Generalsekretär für humanitäre Angelegenheiten, Leiter des OCHA und UN-Nothilfekoordinator. Am 1. Mai 2023 wurde er wegen der Kämpfe im Sudan 2023 als UN-Nothilfekoordinator für den Sudan eingesetzt.
Am 25. März 2024 gab Martin Griffiths bekannt, dass er aus gesundheitlichen Gründen seinen Posten im UN-Büro für humanitäre Angelegenheiten aufgibt.

## Standpunkte

### Terrorgruppen
Griffiths hat in seiner Laufbahn mehrfach mit Terrorgruppen verhandelt. In einem Interview mit Sky News äußerte er, dass der Dialog ein besseres Instrument sei, um selbst mit Terroristen in Kontakt zu treten und Differenzen zu lösen oder zu beseitigen. Die von den USA und dem Vereinigten Königreich wie auch der EU als terroristische Vereinigung eingestufte und für das Massaker vom 7. Oktober 2023 in Südisrael verantwortliche Hamas bezeichneter er nicht als eine terroristische Gruppe, sondern als eine politische Bewegung.

## Sonstige Tätigkeiten
Sein mit Jonathan Powell im Jahre 2011 gegründetes Unternehmen Inter Mediate steht, laut Aussage des Mitgründers Powell im Jahre 2012, dem MI6 nahe und arbeitet „eng mit FCO (Foreign and Commonwealth Office), NSC (National Security Council) und SIS (Secret Intelligence Service, MI6) in London zusammen“.